# Mathieu Guilhaumon
Mathieu Guilhaumon (Perpiñán, 1979) es un bailarín y coreógrafo francés, director artístico del Ballet Nacional Chileno desde mediados de 2013.

## Biografía
Guilhaumon desde pequeño quiso bailar y ser coreógrafo. Sobre esta vocación temprana ha dicho: “Lo de bailar debe venir por mi abuela, quien trabajó en la pequeña ópera en Francia. A los cuatro años bailaba, preparaba funciones y mi hermano se encargaba de la parte técnica. Éramos una compañía, les cobraba entradas a mis padres… Tenía sentido del negocio”.
Inició su formación coreográfica a los seis años en el Conservatorio Nacional de Danza de Perpiñán, y posteriormente ingresó en la escuela de Martine Limeul y Matt Mattox donde estudió la ballet clásico, jazz y tap.
En 1997, recibió el primer premio del Concurso Internacional de Danza Francia-Marsella y obtuvo una beca para estudiar en el Alvin Ailey American Dance Center de Nueva York, donde completó su formación incorporando las técnicas de Martha Graham y Lester Horton. Sobre esa experiencia, comentó en 2014: “Viví un choque cultural al llegar a Nueva York. Ahí aprendí a vivir. No tenía a nadie y por primera vez estaba lejos de casa”.
Al año siguiente pasó a la Escuela Rudra Béjart en Lausanne (Suiza) e integró el Groupe 13 formado por Maurice Béjart; participó en la obra Che, Quijote y bandoneón de este coreógrafo. 
Ingresó en el Stadttheater Bern Ballet (Ballet Municipal de Berna) en 2001, donde interpretó obras de Félix Duméril, Jirí Kylián, Stijn Celis y Jo Stromgren, entre otros; asimismo tuvo la oportunidad de participar en el programa Jóvenes Coreógrafos con ballets como Entertaining Angels (2002) y Le Humane Passioni-Il Piacere (2004). Colaboró en la coreografía de la comedia musical Hello Dolly, puesta en escena por Stefan Huber. Luego integró por un año el Ballet del Teatro Municipal de Augsburgo dirigido por Jochen Heckmann y tomó parte en una producción junto a la Compañía Karine Saporta en París.
A partir de septiembre de 2006 danzó en el Ballet de la Ópera Nacional del Rhin (Mulhouse, Alsacia, Francia) en obras de Béjart, Lucinda Childs, Alexander Ekman, William Forsythe, Emanuel Gat, Jacopo Godani, Johan Inger, Kylián, Garry Stewart y Stromgren. Allí continuó también haciendo sus propias coreografías, a las que en 2011 se dedicó completamente; entre las que hizo para esa compañía se pueden citar los espectáculos para el ciclo destinado a jóvenes Le Jardin du prince (2009) y Rêves (2010), así como los de la temporada oficial Tea for Six (or Ten), Peer Gynt basado en el drama homónimo de Henrik Ibsen) y El caballero de la rosa, de Richard Strauss puesta en escena por la francesa Mariame Clément.  
Paralelamente a su trabajo como coreógrafo y bailarín, realizó a partir de 2002 talleres de danza en su ciudad natal, la isla de la Reunión (Francia) y Praga (República Checa).
A mediados de 2013 fue nombrado director artístico del Ballet Nacional Chileno (BANCH). La primera obra que puso en escena en este puesto fue un ballet de su creación, Añañucas, un homenaje a esta flor chilena y su leyenda. Guilhaumon ha relatado que cuando leía esa leyenda le vinieron a la mente Las cuatro estaciones de Antonio Vivaldi. “¡No sé porque! Lo que me inquietaba era que Las cuatro estaciones es una música muy conocida, que escuchamos mucho, hasta está relacionada con el universo  de la publicidad, pero encontré la versión de Max Richter, que  se convirtió en la partitura  de la obra, y es como una nueva obra para mí, con esa mezcla de sonidos electrónicos, esa sabia mezcla entre modernidad y esa partitura muy clásica de Vivaldi. La encontré preciosa”, explicó en una entrevista en 2013 a la revista Danza Hoy.
El mismo año en que se hizo cargo del BANCH, tuvo su primera colaboración con la Ópera de París, para la que realizó las coreografías de Hansel y Gretel, del compositor alemán Engelbert Humperdinck dirigida también por Clément.  
Para el BANCH ha realizado asimismo L’ Heure bleue (2014), Alicia, Tengo más de mil años de recuerdos, Dos veces Bach (2016), Poesía del otro (2017).

## Coreografías
- Entertaining Angels, programa Jóvenes Coreógrafos, Stadttheater Bern Ballet, Berna, 2002
- Le Humane Passioni-Il Piacere, programa Jóvenes Coreógrafos, Stadttheater Bern Ballet, Berna, 2004
- Le Jardin du prince, programa del cilo para jóvenes espectadores, Ballet de la Ópera Nacional del Rhin, Mulhouse, 2009
- Rêves, programa del cilo para jóvenes espectadores, Ballet de la Ópera Nacional del Rhin, Mulhouse, 2010
- Rebonds, dúo con percusiones, creado en colaboración con el bailarín del Ballet del Rhin Grégoire Daujean sobre la pieza musical homónimo de Iannis Xenakis, interpretada por André Adjiba, músico de la Orquesta Sinfónica de Mulhouse, 2011
- Sueño… de una noche de verano, la célebre comedia de Shakespeare recreada en el universo del cabaret de los años 1930; con música que va de Felix Mendelssohn a George Gershwin, pasando por los ragtimes del cine mudo; Ballet de la Ópera Nacional del Rhin, Mulhouse, 2011
- Tea for Six (or Ten), Ballet de la Ópera Nacional del Rhin, Mulhouse, 2012
- Peer Gynt, espectáculo coreográfico basado en el drama homónimo de Henrik Ibsen; Ballet de la Ópera Nacional del Rhin, Mulhouse, 2013
- Añañucas, inspirado en la leyenda de esta flor chilena, con música de Las cuatro estaciones de Antonio Vivaldi en versión de Max Richter; Ballet Nacional Chileno (BANCH), Teatro Universidad de Chile (TUC), Santiago, septiembre de 2013
- L'Heure bleue (La hora azul), BANCH, TUC, Santiago, abril de 2014
- Alicia, 2014
- War Requiem (Réquiem de guerra), con música de Benjamin Britten y la Orquesta Sinfónica de Chile dirigida por Leonid Grin, 2015
- Tengo mil años de recuerdos, 2015
- Cuarteto, basada en Fratres, del compositor estonio Arvo Pärt, estrenada en el marco del segundo Festival de Coreógrafos (Chile), Ballet de Santiago y BANCH,  Teatro Municipal de Santiago, 2015
- Dúo. Bosquejos de creación, inspirada en La tempestad, de William Shakespeare, 2016
- Poesía del otro, inspirada en la relación de Camille Claudel con Auguste Rodin, 2017
- Dos veces Bach, creación para el Ballet de Santiago y BANCH sobre seis de las Variaciones Goldberg de Johann Sebastian Bach y una composición de Sebastián Errázuriz; 2016
- Las bodas, de Ígor Stravinski, 4º Festival de Coreógrafos, Ballet de Santiago y BANCH, Teatro Municipal de Santiago, 2017
- Giselle, contrapunto y revisita, basada en el clásico ballet de Adolphe Adam, BANCH, Santiago, abril de 2018
- Quinteto, inspirada en el Bolero de Maurice Ravel, BANCH, TUC, Santiago, junio de 2018
- Sexteto, inspirada en el Bolero de Maurice Ravel, BANCH, TUC, Santiago, junio de 2018

### Coreografías para ópera
- El caballero de la rosa, de Richard Strauss, dirigida por Mariame Clément, Ópera Nacional del Rhin, Estrasburgo, junio de 2012
- Hansel y Gretel, de Engelbert Humperdinck, dirigida por Mariame Clément, Ópera de París, 2013
- L'Étoile (La estrella) de Emmanuel Chabrier, dirigida por Mariame Clément, Royal Opera House, Covent Garden, Londres, febrero de 2016
- La prohibición de amar, de Richard Wagner, dirigida por Mariame Clément, Ópera Nacional del Rhin, Estrasburgo, 2016